# Dolichognatha maturaca
Dolichognatha maturaca är en spindelart som beskrevs av Arno Antonio Lise 1993. Dolichognatha maturaca ingår i släktet Dolichognatha och familjen käkspindlar. Inga underarter finns listade i Catalogue of Life.